# 新田堰
新田堰（しんでんせぎ）は、安曇野を流れる堰の一つ。長野県安曇野市豊科高家熊倉で梓川を揚水し、成相、新田地区に掛かる堰。末端は、万水川へ合流。成立年代不詳。

## 概要
- 全長：約6.6km
- 灌漑面積：約210ha

## 歴史
- 1608年（慶長13年）頃 - 新田町村の成立以降まもなく開削。
- 1679年（延宝7年） - 現在の堰のかたちに改修。
- 1796年（寛政8年） - 8月、渇水となったので奈良井川からの水揚げを要請。
- 1937年（昭和12年）頃 - 勘左衛門堰の改良工事の時契約をして同堰から毎秒7立方米の水量を新田堰の水門へ引くことになる。（東沢線：1200m）

## 主な灌漑地域
- 安曇野市豊科字成相
- 安曇野市豊科字新田

## 周辺
- 長野県立こども病院